# Joeri Vos

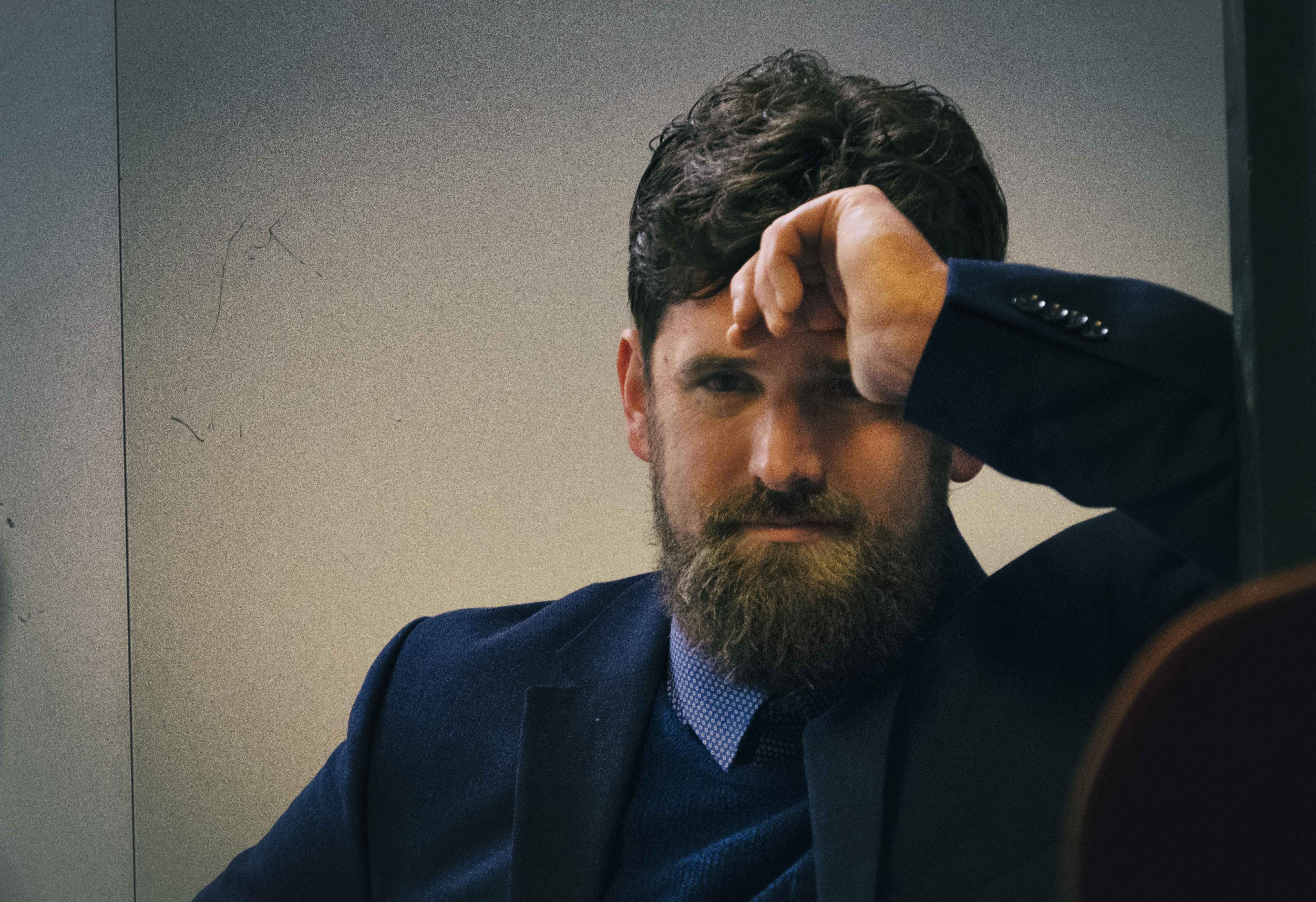
Joeri Vos

Joeri Vos (Haren (Groningen), 1981) is een Nederlandse acteur, toneelschrijver en regisseur. Sinds 2017 is Vos artistiek leider van muziektheatergezelschap De Veenfabriek.
De eerste vier jaar (2017-2020) was hij dat samen met Paul Koek, die het gezelschap in 2004 oprichtte. In 2020 droeg Paul Koek het gezelschap over aan de volgende generatie muziektheatermakers, waaronder Joeri Vos. Van 2013 tot en met 2016 maakte Vos deel uit van het artistieke team van Toneelgroep Oostpool.
Joeri Vos studeerde in 2006 af aan de ArtEZ Toneelschool Arnhem. Na zijn afstuderen speelde hij onder andere bij Keesen&Co.
Hij werkt regelmatig samen met regisseur Eric de Vroedt en regisseert zijn eigen teksten. Voor Pinokkio werkte hij voor het eerst samen met schrijver en acteur Teun Smits. De voorstellingen Mighty Society 8, The Nation en Pinokkio werden alle drie genomineerd voor het Nederlands Theater Festival.
In 2011 bewerkte Vos het boek Orlando van Virginia Woolf tot een toneelstuk en in 2013 deed hij dat met Het proces van Franz Kafka. Beide toneelstukken werden onder andere door Toneelgroep Oostpool opgevoerd. Actrice Maria Kraakman won voor haar hoofdrol in Orlando de Theo d'Or.
In 2018 schreef en regisseerde Vos Alles van Waarde voor De Veenfabriek, met o.a. acteur Phi Nguyen, die voor zijn rol in deze voorstelling werd genomineerd voor de Arlecchino.
In 2019 werd De Wereld volgens John (tekst: Joeri Vos, regie: Eric de Vroedt) gespeeld door Het Nationale Theater. Acteur Joris Smit werd voor zijn spel in deze productie genomineerd voor de Louis d'Or.
In 2021 maakte Vos de muziektheatervoorstelling MARIA MARIA MARIA, de voorstelling ontving lovende kritieken. Trouw-recensent Hanny Alkema noemde de voorstelling bij haar afzwaaien als recensent een van "de meest onvergetelijke voorstellingen van de afgelopen 50 jaar".
Van 2022 tot 2024 werkt Joeri Vos aan drieluik de Klap, in ieder deel portretteert hij mensen die zich (min of meer) professioneel verhouden tot een grote en ontwrichtende gebeurtenis op het wereldtoneel, een verwoestende ramp: De Klap. Zijn werkwijze is haast journalistiek te noemen, voor iedere voorstelling doet Vos uitvoerig onderzoek, interviewt ervaringsdeskundigen of loopt stage.
In KRANT (2022) dook Vos in de wereld van de papieren media, het stuk stelde kritische vragen over de machtsconcentratie in het Nederlandse medialandschap. Voor RECHT (2023) verdiepte hij zich in het internationaal recht. Acteur Phi Nguyen werd voor zijn hoofdrol genomineerd voor de Louis d'Or. In januari 2024 ging HULP in première, de voorstelling zoomt in op de goede bedoelingen van hulpverleners en vrijwilligers. 

## Toneelstukken
- KUNST (2024)
- HULP (2024)
- Wereld van Wie (2023)
- RECHT (2023)
- KRANT (2022)
- MARIA MARIA MARIA (2021)
- De wereld volgens John (2019)
- Alles van Waarde (2018)
- Pinokkio (2018) in samenwerking met Teun Smits
- Stamboommonologen (2018) in samenwerking met Joy Delima
- Ophelia (2017)
- De Lankmoedigen (2016)
- Fresh Young Gods (2015)
- De Onrendabelen (2014)
- Het Proces (2013)
- Wat er gebeurde met de spullen uit het kantoor van Koen Beentjes na het faillissement van Binckbank. (2012)
- De laatste dans (2012) in samenwerking met Ilay den Boer
- What's happenin' brother (2012) in samenwerking met Sadettin Kırmızıyüz
- Hamlet (2010)
- Mighty Society 8, Geert Wilders de Musical (2010)
- De ondergang van... (2010)
- Orlando (2009)
- Richard I (2009)
- MENSEN (2008)
- De Sjoerd Vollebregt Show (2007)
- Hallo Maria (2006)
- Alpha Centauri (2006)
- Save Enterprises (2005)
- Het familiebedrijf (2004)
- Campagne (2003)
- Schimmenrijk (2002)
- Bloedbanden (2001)
- Alfred (2001)
- Desdemona (2000)